# Brenda Borg
Brenda Borg (* 1. Mai 1997 in Malta) ist eine maltesische Fußballspielerin. Seit 2015 ist sie für die maltesische Fußballnationalmannschaft aktiv.

## Karriere

### Nationalmannschaft
Von 2013 bis 2015 spielte Borg für die Malta U19. Seit 2015 spielt sie in der Maltesischen Fußballnationalmannschaft der Frauen als Mittelfeldspieler. Bekannt wurde sie durch die FIFA-Qualifikation-Frauen 2019. Bisher absolvierte sie 18 Länderspiele.